# グランド・プリンセス
グランド・プリンセス（Grand Princess）は、プリンセス・クルーズが運航しているクルーズ客船。

## 概要
グランド・プリンセス級の1番船で、1998年5月3日、イタリアのフィンカンティエリ社マルゲーラ工場で竣工。船価は4億5千万ドル。
女優オリヴィア・デ・ハヴィランドによって命名され、5月26日より地中海クルーズに就航した。夏期は地中海、冬期はカリブ海に就航。
竣工当時、カーニバル・デスティニー（101,353総トン）を抜き史上最大の客船であった。その後同型の2番船が2001年、3番船が2002年に建造された。

## 新型コロナウイルスの集団感染
2020年2月、同月11日から21日にかけて本クルーズ船に乗船した乗客のうち、2人から2019新型コロナウイルスが検出され、うち一人が死亡したことが明らかとなった。このことが明らかとなったのは、本船が2500人の乗客を乗せてサンフランシスコに到着したときのことであり、検疫や乗員乗客複数人に対するPCR検査を実施するため、3月6日現在、本船は入港せず沖合に停泊させられている。
なお、同じプリンセス・クルーズによって運航されているダイヤモンド・プリンセスからも新型コロナウイルス感染者が見つかり、日本の横浜市で1か月近くにわたって検疫が行われ、複数の乗客が死亡している。

## 同型船
1. グランド・プリンセス
2. ゴールデン・プリンセス（golden Princess）
2001年5月1日竣工。
3. スター・プリンセス（Star Princess）
2002年1月25日竣工。